# Бокше-Осада
Бокше-Осада (пол. Boksze-Osada) — село в Польщі, у гміні Пунськ Сейненського повіту Підляського воєводства.
Населення — 29 осіб (2011).
У 1975-1998 роках село належало до Сувальського воєводства.

## Демографія
Демографічна структура станом на 31 березня 2011 року:
|          | Загалом | Допрацездатний вік | Працездатний вік | Постпрацездатний вік |
| -------- | ------- | ------------------ | ---------------- | -------------------- |
| Чоловіки | 14      | 1                  | 9                | 4                    |
| Жінки    | 15      | 2                  | 6                | 7                    |
| Разом    | 29      | 3                  | 15               | 11                   |